# Mayadin
Mayadin (en árabe: الميادين‎: الميادين; caracteres latinos: al-Miyādīn) es una ciudad en Siria oriental. Es la capital del distrito de Mayadin, parte de la Gobernación de Deir ez-Zor. Mayadin está localizada aproximadamente a 44 kilómetros al sureste de Deir ez-Zor. El río Éufrates pasa por la ciudad. En el censo de 2004, la población era de 44 028 personas, siendo la segunda ciudad con más habitantes en la gobernación.

## Historia

### Edad Antigua
Mayadin ha sido identificada con la antigua Audattha por Ptolomeo, aunque algunos sugieren que Audattha se corresponde con la ciudad de Haditha en Irak.

### Edad Media
Mayadin es la evolución de la ciudad medieval y fortaleza de Rahbat Malik ibn Tawk, fundado por el señor abasí y cuyo nombre dio lugar a la ciudad original, Malik ibn Tawk. Se encuentra estratégicamente localizada en un cruce en la orilla occidental del Éufrates y considerada la llave a Siria desde Irak, el control de la ciudad fue altamente disputado por los poderes musulmanes y las tribus beduinas de la región. Prosperó hasta convertirse en una de las ciudades musulmanas más importantes del valle del Éufrates y en un centro administrativo.
Un terremoto destruyó Rahbat Malik ibn Tawk en 1157, después de que fuese entregada por el gobernante zanguí Nur ad-Din a Asad ad-Din Shirku, el tío paterno del futuro sultán ayubí, Saladino.[6] Shirku reubicó la fortaleza aproximadamente a cuatro kilómetros al suroeste del lugar original. El nuevo asentamiento, conocido como "al-Rahba al-Jadida", quedó configurado como el centro de la región del Éufrates durante la mayor parte de la era ayubí y el sultanato mameluco de Egipto (del siglo XII al XV), y hoy es una fortaleza en ruinas conocida como "Qal'en al-Rahba". El asentamiento original finalmente se conocería como "Mashhad Rahba". Este último estaba localizado en el lugar actual de Mayadin.

### Edad Contemporánea

Mayadin es el centro administrativo de la nahiya de Mayadin y del distrito de Mayadin.

A principios del siglo XX, Mayadin era la sede administrativa del Asharah kaza (subdistricto) del Sanjacado de Zor y era la residencia de su kaymakam (gobernador). En un informe de inteligencia militar británico de los años 1900, la ciudad tenía una población de 2 000 habitantes mayoritariamente musulmanes suníes y una pequeña minoría de cristianos. Había un bazar, varias tiendas y una mezquita con un minarete inclinado. Según el explorador checo Alois Musil, quien visitó la ciudad en 1912, Mayadin tuvo un guarnición de doce gendarmes, diez policías y diez jinetes de mula. Había una escuela primaria masculina en la ciudad. La población era aproximadamente 2 500 habitantes, de los que aproximadamente 400 eran familias musulmanas, quince familias ortodoxas siríacas (mayoritariamente refugiados de Mardin), y tres familias judías, viviendo en un total de 380 casas.

#### Guerra Civil Siria
Durante la Guerra Civil Siria, el Ejército Libre Sirio capturó la ciudad a finales de agosto de 2012 después de luchar en la ciudad. La única parte todavía en manos del régimen era la base militar de Mayadin, una posición de artillería en un cerro que pasa por lo alto de la ciudad, el cual fue capturado el 22 de noviembre. Esto dio a los rebeldes el control de una gran cantidad de territorio al este de la base en dirección a la frontera iraquí. El 3 de julio de 2013, el Estado Islámico de Irak y el Levante capturó Mayadin y levantó su bandera negra. Un movimiento de resistencia clandestino local de guerreros suníes moderados atacaron los puntos de control de Dáesh en la ciudad en 2015.[cita requerida] Esto forzó a Dáesh a cavar un cerco defensivo de 15 kilómetros alrededor de la ciudad.
El 3 de abril de 2017, durante la ofensiva de las Fuerzas Democráticas Sirias para capturar Raqa,  se informó de que Dáesh estaba posiblemente en proceso para trasladar su capital desde Raqa a Mayadin. Este proceso continuó meses después con la reubicación gradual de recursos y altos dirigentes de Dáesh desde Raqa a Mayadin. El 21 de abril de 2017, Estados Unidos anunció que habían llevado a cabo una redada en Mayadin y había logrado acabar con Abdulrakhman Uzbeki, un dirigente de Dáesh.
El 18 de junio de 2017, Irán lanza bombardeos apuntando a Dáesh en Mayadin utilizando misiles tierra-tierra de gama media.
El 14 de octubre de 2017 las fuerzas del régimen sirio anunciaron que habían retomado el control de Mayadin expulsando a los yihadistas hacia el río Éufrates.